# Georges Kalinowski
Georges Kalinowski ((pl) Jerzy Kalinowski), né le 4 août 1916 à Lublin et mort le 21 octobre 2000 à Dijon, est un théoricien du droit, philosophe et logicien franco-polonais, spécialiste de la logique déontique (qu'il étudiait avant tout comme une logique des normes).

## Éléments biographiques
Kalinowski fait ses études avant tout en Pologne, à l'université catholique de Lublin (il y obtient un diplôme de maîtrise en 1938, et le titre de docteur en 1947 ; sa thèse est consacrée à l'œuvre de Léon Duguit). Avec une formation de juriste, il s'intéresse à la philosophie grâce à Czesław Martyniak (pl), apprend (tout seul) la logique à partir des notes de son oncle, Zygmunt Zawirski (en), professeur à l'université Jagellonne de Cracovie. Son habilitation (soutenue en 1951) porte sur la logique des normes (ses rapporteurs sont Tadeusz Kotarbiński et Jerzy Słupecki (en)). En 1952, il est élu doyen de la faculté de philosophie à l'université catholique de Lublin ; parmi ses amis les plus proches à cette université comptait Karol Wojtyła, à qui Kalinowski a subséquemment consacré plusieurs écrits. Il quitte définitivement la Pologne en 1959.
À son arrivée en France, et pour accéder au poste de chercheur au CNRS, il présente un travail pour obtenir le grade de docteur d'État à l’université de Bordeaux (Le problème de la vérité en morale et en droit). Avant, il enseigne la philosophie morale à l’université catholique de Lyon, et en 1961, il est affecté au Centre national de la recherche scientifique. Il est nommé, en 1977, directeur de recherches dans cette même institution.

## Publications principales
- Théorie des propositions normatives, Studia Logica, 1, 1953, pp. 147-182.
- Introduction à la logique juridique : éléments de sémiotique juridique, logique des normes et logique juridique, Paris : Librairie générale de droit et de jurisprudence, 1964.
- Initiation à la philosophie morale, à l'usage de l'homme d'action, Paris : Société d'éditions internationales, 1966.
- Le Problème de la vérité en morale et en droit, Lyon : impr. Vitte, 1967.
- Querelle de la science normative : une contribution à la théorie de la science, Paris : Librairie générale de droit et de jurisprudence, 1969.
- La logique des normes, Paris : Presses universitaires de France, 1972.
- L'Impossible métaphysique, Paris : Beauchesne, 1981.
- La Pensée de Jean-Paul II sur l'homme et la famille, Paris : Association sacerdotale "Lumen gentium", 1981.
- Logique juridique : conceptions et recherches, Villetaneuse : IREM Paris-Nord, 1983.
- Sémiotique et philosophie: à partir et à l'encontre de Husserl et de Carnap, Paris : Hadès ; Amsterdam : Benjamins, 1985.
- Autour de Personne et acte de Karol cardinal Wojtyła : articles et conférences sur une rencontre du thomisme avec la phénoménologie, [1973-1987], Aix-en-Provence : Presses universitaires d'Aix-Marseille, 1987.
- Expérience et phénoménologie, Paris : Éd. universitaires, 1992.
- La logique déductive : essai de présentation aux juristes, Paris : Presses universitaires de France, 1996
- La philosophie à l'heure du Concile, Jerzy Kalinowski, Stefan Swieżawski (pl), Édition : Nouvelle éd. revue et complétée par Agnès et Michel Bastit, Paris : les Presses universitaires de l'IPC, impr. 2014.